# Ozonek potasu
Ozonek potasu, KO3 – nieorganiczny związek chemiczny z grupy ozonków będący tlenkiem zasadowym. Jest czerwonym ciałem stałym, niestabilnym, posiadającym właściwości utleniające i wybuchowe.

## Otrzymywanie
Ozonek potasu powstaje w procesie ozonowania suchego wodorotlenku potasu, ponadtlenku potasu lub potasu w roztworze ciekłego amoniaku w niskiej temperaturze:
2KOH + 5O3 → 2KO3 + 5O2 + H2O
KO2 + O3 → KO3 + O2
K + O3 → KO3
Reakcje te nie zachodzą w roztworze wodnym, gdyż ozonek potasu w kontakcie z wodą gwałtownie rozkłada się.